# Hugo Ismael López
Hugo Ismael López (La Paz, Entre Ríos, 11 de julio de 1956) es un exfutbolista argentino que jugaba como volante.

## Trayectoria

### Unión
López debutó con la camiseta de Unión en 1978. En 1979 tuvo uno de sus mejores rendimientos, cuando llegó a la final del Campeonato Nacional, pero cayó derrotado. Su primer en el ciclo duró hasta 1980. En 1982 volvió al club, para tener su segundo ciclo, que duró hasta 1986. López disputó más de 300 partidos en el tatengue.

### Vélez
En 1981 pasó a Vélez. En el fortín jugó un año.

### Ferro de General Pico
En 1986 llegó a Ferro de General Pico. Con el club de La Pampa disputó el flamante B Nacional.

### Talleres
Para la temporada 1987/88 se unió a Talleres, donde tuvo un breve paso.

### Atlético Tucumán
En 1988 se mudó a San Miguel de Tucumán y se sumó a Atlético Tucumán. Jugó una temporada en el decano.

### Hamilton Steelers
En 1993 viajó a Canadá, para jugar en Hamilton Steelers. En el club canadiense se retiró del fútbol.

## Clubes
| Club                  | País      |
| --------------------- | --------- |
| Unión                 | Argentina |
| Vélez                 | Argentina |
| Ferro de General Pico | Argentina |
| Talleres              | Argentina |
| Atlético Tucumán      | Argentina |
| Hamilton Steelers     | Canadá    |